# 密封列车

列车路线

密封列车是指第一次世界大战期间，俄国布尔什维克领导人列宁等其他流亡海外的革命者于1917年4月乘坐返回俄国的列车，该列车从瑞士苏黎世火车总站启程，途经德意志帝国，斯堪的纳维亚，后到达俄国彼得格勒芬兰车站。此后列宁领导了十月革命。该列车在德国境内时由德国政府密封，防止革命者与当地人接触。

## 同乘乘客
- 弗拉基米尔·伊里奇·列宁
- 格奥尔基·伊万诺维奇·萨法罗夫
- 格里戈里·叶夫谢耶维奇·季诺维也夫
- 格里戈里·雅科夫列维奇·索科利尼科夫
- 米哈伊尔·茨哈卡亚
- 娜杰日达·康斯坦丁诺芙娜·克鲁普斯卡娅
- 伊涅萨·阿曼德
- 卡尔·拉狄克
- 弗里茨·普拉廷

## 相关作品
- 《人类的群星闪耀时》，奥地利作家斯蒂芬·茨威格